# 玉浦煎餅
玉浦煎餅（たまのうらせんべい）は、広島県尾道市の銘菓とされる薄焼き煎餅である。「玉浦（玉の浦）」は尾道の雅名の一つで、千光寺にある「玉の岩」の伝承に由来する。
有限会社金萬堂本舗（広島県尾道市土堂）が1916年（大正5年）の創業以来製造し、筒状の缶に入れられて販売している。小麦粉を主原料として薄く伸ばしており、砂糖が加えられている。食べると口の中でほろほろと溶けるように軽く、素朴で飽きのこない味わいである。